# Gremio

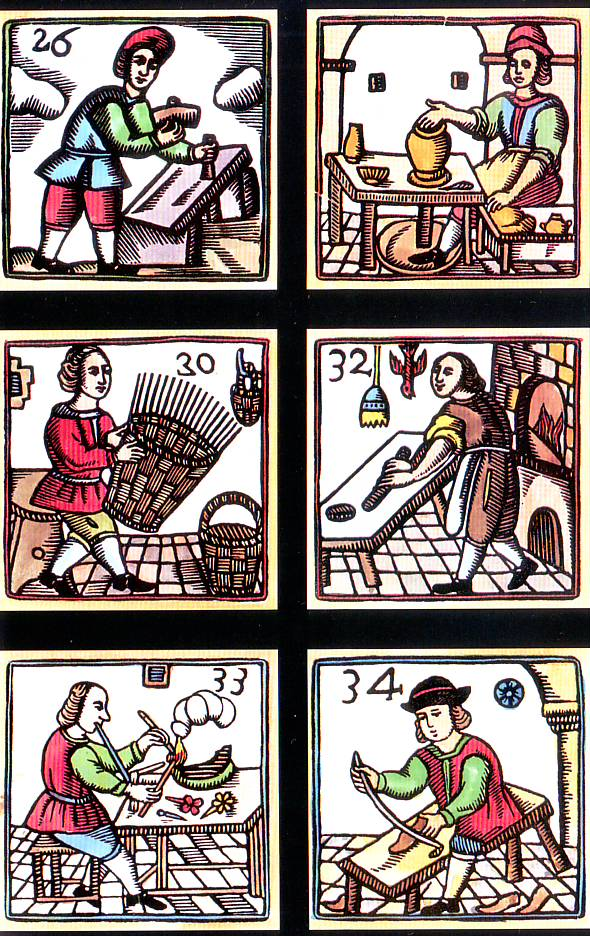
Seis oficios gremiales: canteros, alfareros, mimbreros (cestería), panaderos, boteros y zapateros, de un total de 48 recogidos en la azulejería catalana.

Un gremio es una corporación formada por las personas que ejercen un mismo oficio o profesión y se rige por ordenanzas o estatutos especiales. En la actualidad, el término es utilizado de manera genérica para designar al conjunto de personas que tienen una misma profesión, sin necesidad de que exista una asociación formal y jurídicamente reconocida entre ellas y las persona jurídicas modernas con el nombre de gremio no guardan relación con el término original ya que son asociaciones voluntarias. Actualmente están organizados como corporaciones gremiales los colegios profesionales y los sindicatos de afiliación obligatoria, como en el caso de sindicatos bajo la modalidad closed shop, como sucede en los Estados Unidos.
Los gremios, entendidos como corporaciones reguladas por normas jurídicas, han existido casi desde los inicios de la historia humana, y más especialmente desde los primeros orígenes de la civilización, cuando las personas comenzaron a especializarse en determinadas tareas sociales: pastores, tejedores, alfareros, agricultores, sacerdotes, médicos, etc.Desde la Edad Antigua, en civilizaciones de todas partes del mundo, ha existido la práctica de que las personas de una misma profesión se asociaran o formaran corporaciones para reglamentar y ordenar el ejercicio del oficio. Existen registros de ellas entre los constructores de las pirámides de Egipto y otras obras en Asiria, China, India, Persia y otras partes de Asia, así como en la Antigua Roma en Europa, y en los imperios azteca e inca en América, las cuales solían reglamentar la práctica de tales oficios. Dichas corporaciones fueron denominadas «gremios» en la Europa medieval, y se organizaron en maestros y aprendices. El trato de «compañeros», característico del sindicalismo contemporáneo, se origina en los gremios medievales. En Europa y luego también durante la Edad Moderna en América, las corporaciones gremiales jugaron un papel importante durante la etapa precapitalista, pero estuvieron prohibidas en las primeras décadas desde que se conformó la sociedad capitalista, debido a que se consideraban contrarios a la libertad de mercado.
En ocasiones la palabra "gremio" se utiliza como sinónimo de "sindicato", pero estrictamente "gremio" es un término más amplio que "sindicato", debido a que abarca a la totalidad de las personas que trabajan en ese ramo profesional, mientras que el sindicato es una asociación que abarca solo a las personas que voluntariamente deciden afiliarse al mismo, aun cuando generalmente representa al gremio en su totalidad. La expresión "actividad gremial" se refiere a las acciones y servicios en beneficio del gremio, que realizan sindicatos, cámaras patronales, colegios profesionales, organizaciones mutuales y demás asociaciones de base gremial.

## Edad Antigua

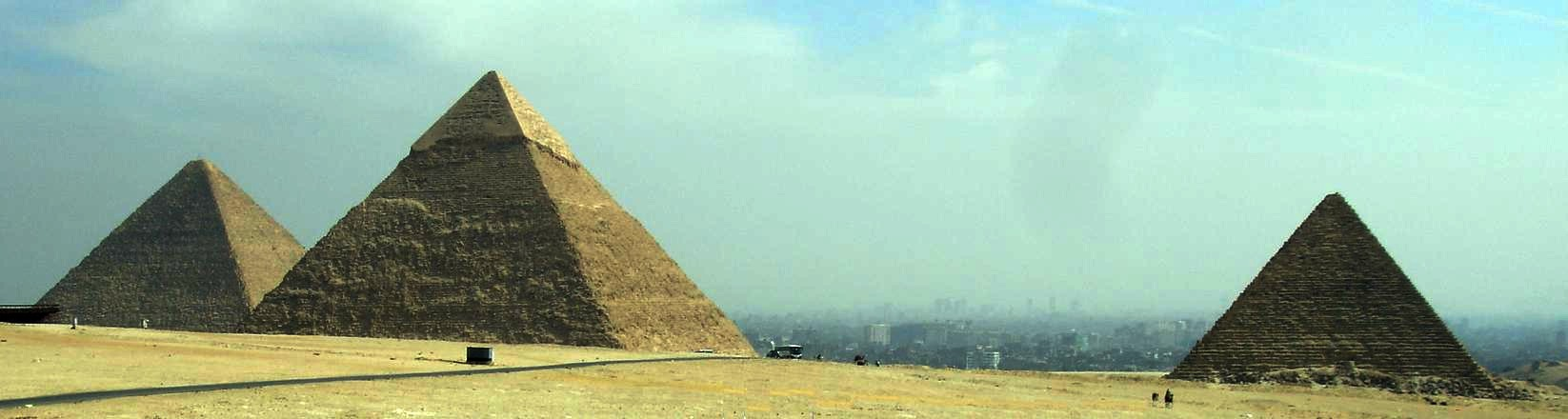
Los obreros que construyeron las pirámides de Egipto fueron unos de los primeros gremios en la historia del mundo que se organizaron como asociaciones.

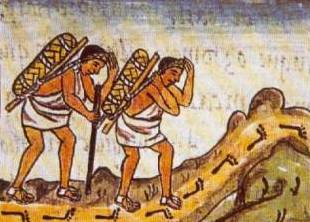
Pochtecas según el Códice Florentino. Fueron una poderosa corporación gremial del Imperio Azteca, organizados en jerarquías bien definidas, con dioses, ritos y tribunales propios.

Desde la Antigüedad han existido asociaciones y corporaciones gremiales en civilizaciones de todas partes del mundo, existiendo registros de ellas entre los constructores de pirámides y obras en el Antiguo Egipto, Asiria, China, India, Persia y otras partes de Asia, así como en la Antigua Roma en Europa, y los imperios azteca e inca en América, las cuales solían reglamentar la práctica de tales oficios.

## Edad Media

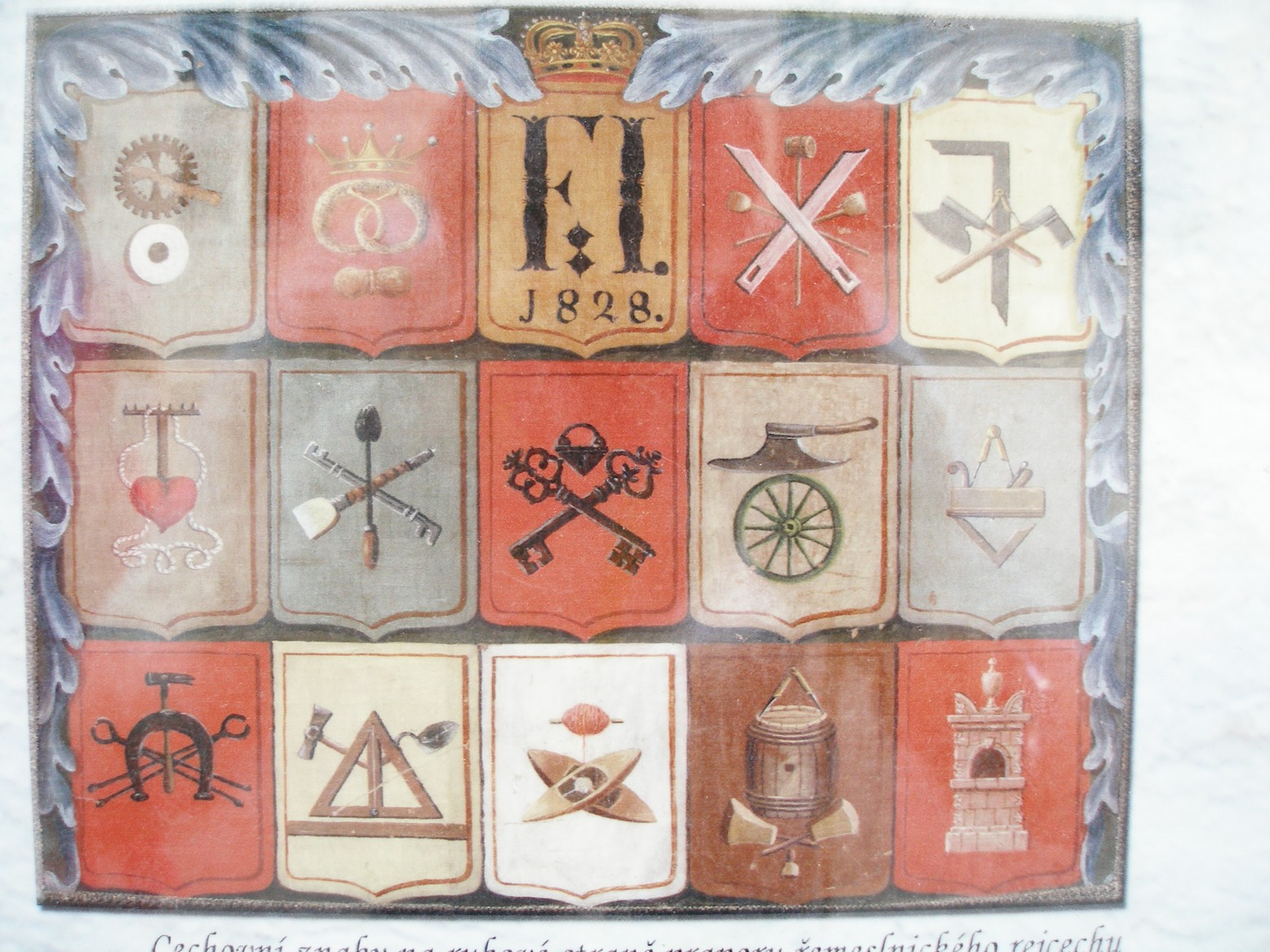
Los 15 escudos de armas de los gremios de la República Checa, con sus símbolos tradicionales en toda Europa.

En la Edad Media de Europa y luego durante la Edad Moderna en América, los gremios fueron corporaciones que agrupaban a los artesanos y comerciantes de un mismo oficio, y que surgieron en las ciudades medievales hasta finales de la Edad Media cuando fueron transformados y en algunos casos abolidos. Tuvieron como objetivo conseguir un equilibrio entre la demanda de obras y el número de talleres activos, garantizando el trabajo a sus asociados, su bienestar económico y los sistemas de aprendizaje, pues agrupan a personas de la misma profesión.
Los gremios medievales de Europa poseían un ámbito local, tenían carácter obligatorio y estaban regidos por un estatuto especial. Fueron importantes los gremios de alfareros, caldereros, herreros y los comprendidos en los que ya en la Edad Moderna serían llamados (Cinco Gremios Mayores: joyeros, merceros, sederos, pañeros y drogueros).

### Escala laboral
La escala laboral de aquellos gremios medievales se estructuraba en tres niveles: aprendices, oficiales y maestros.
Los aprendices eran aquellos que se iniciaban en la profesión u oficio. La formación se verificaba a través de la firma de un “contrato de aprendizaje”, documento de naturaleza jurídica donde intervenían un maestro que se comprometía a enseñar y un joven que quería aprender. Los contratos tenían las siguientes cláusulas:
- Duración: de 4 a 8 años
- Edad del aprendiz: 12-14 años.
- Compromisos del aprendiz:
  - Obedecer al maestro.
  - Acudir al obrador todos los días.
  - No ausentarse
  - Guardar fidelidad al maestro.
- Compromiso del maestro:
  - Manutención del discípulo.
  - Adiestrarlo y enseñarle el oficio.
  - Darle cierta compensación económica.
- Compromiso del oficial:
  - Responder jurídicamente de los actos del aprendiz.
- Finalización del contrato:
  - Al terminar el plazo establecido.
  - Por muerte o enfermedad de una de las partes.
  - Por mutuo acuerdo.

Los oficiales constituían el peldaño intermedio del escalafón. Se trataba de una categoría no muy bien definida en la que se maduraba y adquiría perfección en el oficio. No tenía tiempo fijo de duración, generalmente la mitad del período de aprendizaje, pero era mejor su posición jurídica, con todos los derechos y deberes.
Los maestros eran la categoría superior de la estructura gremial a la que se accedía tras la superación de un examen, una prueba práctica, lo que daba la posibilidad de abrir taller propio, contratar obras o de establecer formas de comercialización.

### Funciones
El gremio se ocupaba de:
- Cobrar a los oficiales.
- Supervisar la producción.
- Controlar los contratos.
- Controlar el número de talleres.

También era potestad del gremio:
- La guía espiritual de sus miembros.
- Las fundaciones de caridad: cuidado de viudas o huérfanos del gremio.
- Exequias de muertos y sufragios para las almas.
- Culto al santo patrón.

En una fase tardía de la Edad Media tiene lugar un cierto ascenso en la valoración social e intelectual del artista.
Los gremios consiguieron equilibrar la oferta y la demanda a través de la anulación de la competencia. En un mercado libre, los oferentes compiten por satisfacer la demanda básicamente a través de dos armas: el precio y la calidad. El precio depende, por un lado, del volumen de la oferta (que vendrá dado a su vez por la mano de obra y la materia prima empleada, y por los costes de producción, que son función de la tecnología usada) y por otro, de la demanda. La calidad depende de la pericia del artesano, del material usado y de los procedimientos de fabricación.
Los gremios desarticularon la competencia actuando tanto sobre el precio como sobre la calidad. El precio se consiguió fijar controlando el volumen de la producción (número fijo de talleres y de artesanos) y controlando los costes de producción a través de regulaciones que afectaban al proceso de fabricación y a los salarios. La calidad se controlaba gracias al sistema de formación de la mano de obra, selección del material y a los vendedores que a modo de auditores medievales velaban por la bondad del producto.

### En España

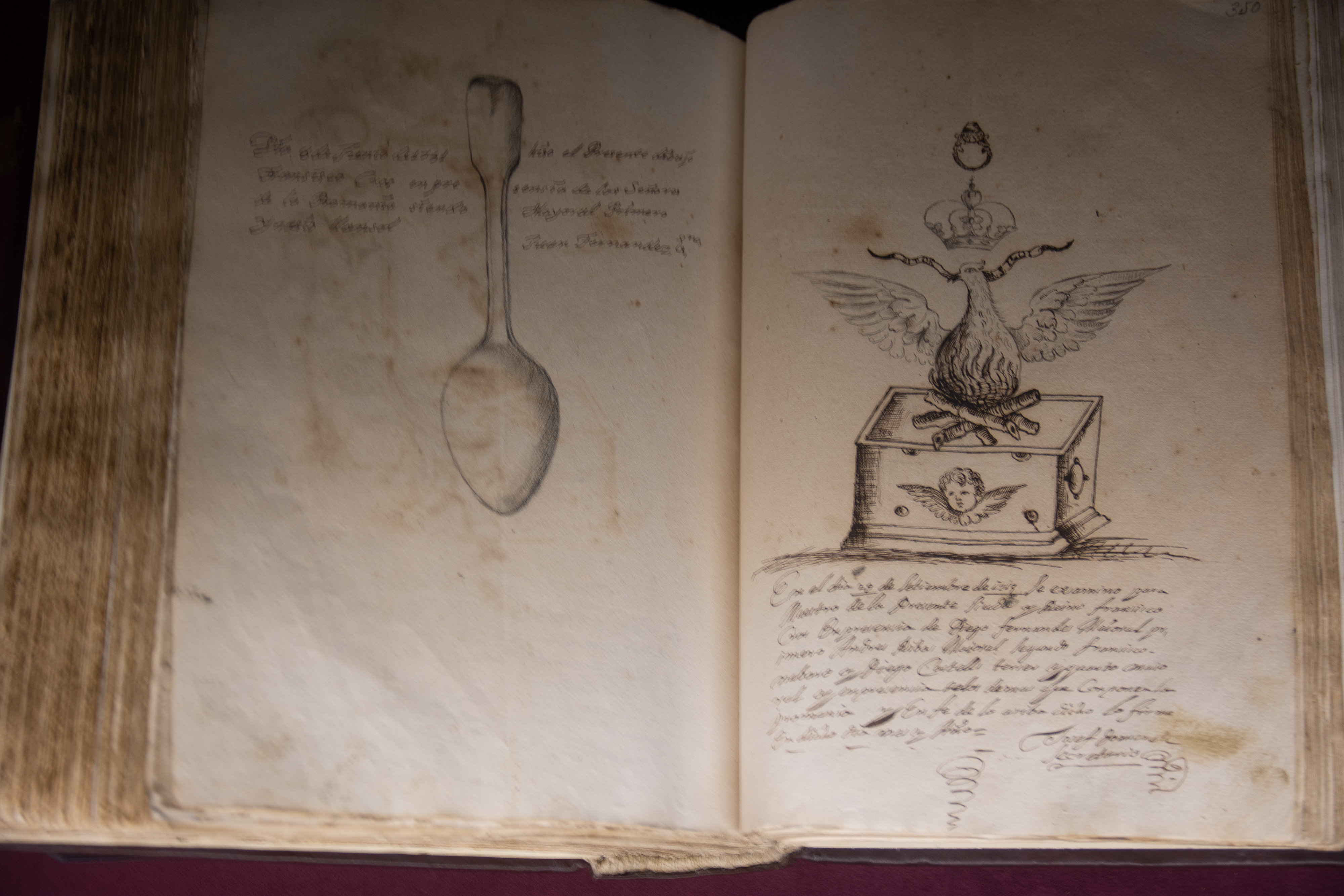
Libro del Gremio de plateros de Valencia (1713).

El gremio más antiguo documentado en España, fue el de canteros y albañiles, establecido en Barcelona en el año 1211. La expansión de los gremios sería favorecida en el siglo xv en Aragón, mientras que en Castilla fueron prohibidos. Algunos estudios sobre la España medieval, además de las figuras jerárquicas de aprendices, oficiales y maestros, diferencian a los “veedores” o “los maestros y veedores”, encargados de redactar las ordenanzas (estatutos), que serían sometidas a la autoridad real y al cabildo de su ciudad o villa.
Un caso con nomenclatura variable fue el de los maestros de obras, encargados de la ejecución material de la fábrica arquitectónica y la calidad del trabajo, y que a su vez tenían a su cargo personal de otros gremios de maestros de oficios. Similares tareas correspondían a los alarifes de origen musulmán, desarrollados en el contexto del arte mozárabe y el mudéjar y expresamente citados en Ordenanzas de albañilería como las de Sevilla, que eran «designados por el Cabildo a propuesta del gremio». Por su parte, los alarifes de las Ordenanzas de Granada y Málaga eran a su vez veedores, como “maestros examinados de los primo”, o sea de todo el alarifazgo o arte de la albañilería, como experto en geometría, peritaje, tasación y juez de pleitos de la profesión. Un tercer gremio relacionado y a veces diferenciado era el de los aparejadores, cuyo primer antecedente de ‘oposiciones’ se documenta en abril de 1620, cuando un tribunal seleccionó y eligió al alarife Francisco de Potes como aparejador de las obras reales de la Alhambra de Granada.

## Edad Moderna
En 1562, las regulaciones de los gremios urbanos en Inglaterra se generalizaron y se convirtieron en ley pública. Por un lado, el período de aprendizaje se fijó entre cinco (por ejemplo, Francia) y siete (por ejemplo, Inglaterra, el Sacro Imperio Romano Germánico), dependiendo del país, mientras que, por otro lado, se estipuló para cada gremio cuántos aprendices podía formar un maestro. El largo período de aprendizaje y la limitación del número de aprendices condujeron a mayores costos de formación, lo que en consecuencia mantuvo bajo el número de competidores y los precios altos.
Adam Smith sostiene en 1776, que un largo aprendizaje no puede garantizar una alta calidad de los productos producidos. Además, veía las regulaciones del gremio como violaciones de la libertad en el sentido de que a un hombre pobre se le impedía usar su fuerza (= su capital) sin restricciones. En lugar de que un largo aprendizaje alentara el arduo trabajo del aprendiz, los aprendices albergaban una aversión interna al trabajo si no se podía aprender nada nuevo. En general, Smith veía el aprendizaje gremial como una institución que protegía principalmente a los productores, mientras que su abolición beneficiaría al consumidor a través de precios más bajos debido a una mayor competencia. Según Smith, la formación profesional debería desprivatizarse para promover la dinamización de la sociedad y garantizar las calificaciones de los aprendices.
Christoph Bernoulli también criticó las restricciones económicas de las regulaciones gremiales en 1822 en su obra Sobre la influencia perjudicial de la constitución gremial en la industria, ya que resultarían desventajosos para los aprendices. Luego pidió la abolición directa del sistema gremial. Su oponente, Johann Jakob Vest, convenció a muchos de sus seguidores de las consecuencias negativas de una sociedad sin gremios y criticó a Bernoulli por denunciar únicamente los aspectos negativos del sistema gremial, sin proponer él mismo ninguna sugerencia de innovación. En la disputa sobre el futuro del gremio y del sistema gremial, la atención se centró en el sistema de aprendices, ya que era el principal medio de reproducción de los gremios. Una reforma del sistema de aprendices habría significado el fin de los gremios y, en última instancia, una reorganización de la sociedad.
Con el fin de los gremios en el siglo XIX como resultado de la industrialización, la formación profesional se desprivatizó y descorporatizó, ya que la organización de la formación profesional ahora estaba regulada por el estado en lugar de por los gremios. También se definieron nuevos estándares de formación válidos a nivel nacional. Como resultado, la educación (especialmente en los países de habla alemana) se reorganizó en torno a profesiones con el objetivo de impartir calificaciones profesionales y habilidades sociales . Irónicamente, la modernización de la sociedad se produjo precisamente a través de la formación profesional, cuyo objetivo era amortiguar los efectos de la modernización en los gremios y establecer una clase media mediante el establecimiento de un sistema de formación profesional regulado por el Estado basado en profesiones artesanales tradicionales.